# Lysandra pallida
Lysandra pallida är en fjärilsart som beskrevs av Austen 1890. Lysandra pallida ingår i släktet Lysandra och familjen juvelvingar. Inga underarter finns listade i Catalogue of Life.